# Canthochilum magnum
Canthochilum magnum är en skalbaggsart som beskrevs av T. Keith Philips och Ivie 2008. Canthochilum magnum ingår i släktet Canthochilum och familjen bladhorningar. Inga underarter finns listade.